# Plesiohemipneustes
Plesiohemipneustes is een geslacht van uitgestorven zee-egels uit de familie Hemipneustidae.

## Verspreiding en leefgebied
Vertegenwoordigers van dit geslacht leefden tijdens het Krijt (Boven-Albien - Cenomanien) in West-Europa.